# Isijama Hongandzsi

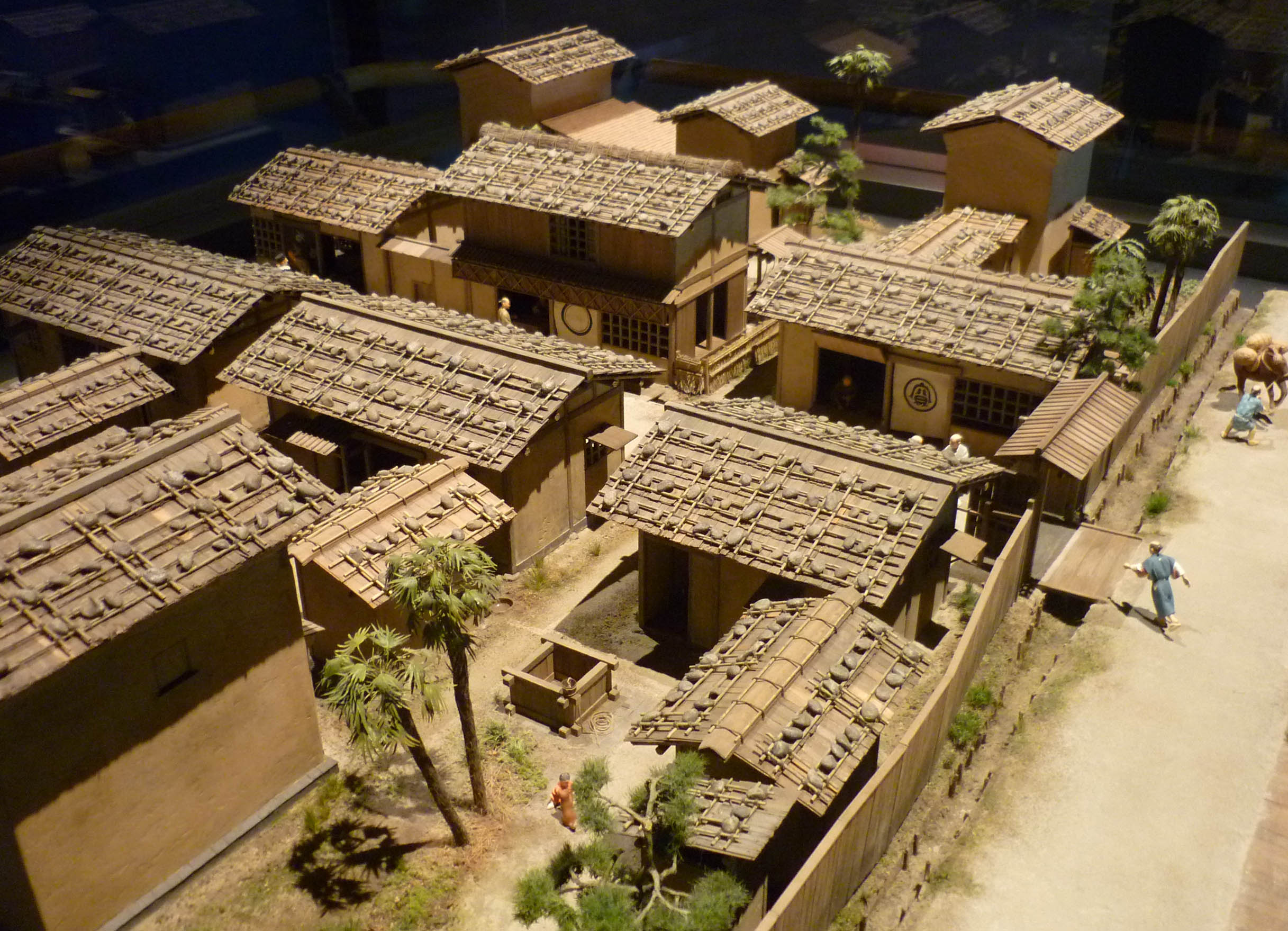
Az erődtemplom makettje az Oszakai Történeti Múzeumban

Az Isijama Hongandzsi (japánul: 石山本願寺, Hepburn-átírással: Ishiyama Honganji) japán templom és ’templomváros’ (dzsinai macsi), a dzsódo sin buddhista szekta főágának és az ikkó ikki mozgalomnak óriási hatalmi központja volt, amelynek fennhatósága 1533-tól több tartományra kiterjedt. A valóságos vallási monarchiát tízévi harc után tudta csak felszámolni Oda Nobunaga hegemón 1580. szeptember 10-én, amely napon a templom maga is leégett, s a helyén négy évvel később Tojotomi Hidejosi építtetett várkastélyt, amely körül a mai Oszaka kialakult.